# Rokoborba
Rokoborba je oblika borilne veščine, pri kateri si tekmeca brez dodatnih pripomočkov prizadevata na podlagi uporabe fizične moči, teže celotnega telesa in posebnih vzvodov ter metov pridobiti premoč drug nad drugim. 
Rokoborba je ena najstarejših oblik golorokih borilnih veščin na svetu (poslikave in zapisi o rokoborbi različnih starosti se pojavljajo po vsem svetu, najstarejši pa so ocenjeni na več kot 4000 let) hkrati pa je zaradi svoje zgodovinske prisotnosti v različnih oblikah po vseh celinah t. i. »svetovna« borilna veščina.
Rokoborba je tudi ena izmed najstarejših oblik tekmovalnih športov.

## Rokoborba skozi zgodovino
Čeprav se pojavljajo poslikave, ki prikazujejo domnevno zgodnje oblike rokoborbe že v starem Egiptu, so najbolj znane oblike rokoborbe znane iz antične Grčije, starega Rima in Indije.
Čeprav je rokoborba izvorno borilna veščina, namenjena realni borbi brez pravil, je hitro postala priljubljena tudi kot oblika tekmovalnega športa z različnimi pravili oz. omejitvami glede prijemov in poškodb. Kot najbolj znan primer te oblike je športna rokoborba Olimpijskih iger, tako antičnih kot novodobnih.

## Oblike rokoborbe
Rokoborba se pojavlja v različnih oblikah in pod različnimi imeni. V grobem jo lahko delimo na tri kategorije:
- športna rokoborba,
- borilna rokoborba,
- gledališko - športna rokoborba.

Te tri kategorije odražajo različne vidike oz. namene znotraj rokoborbe same. Določene oblike se osredotočijo le na določen vidik, nekatere pa jih gojijo več.

### Športna rokoborba
Ta oblika zajema tekmovalno obliko rokoborbe, kjer je s pravili in točkovanjem poskrbljeno za relativno varnost tekmovalcev. Danes najpogostejše oblike športne rokoborbe so:
Grško-rimski slog, prosti slog, Judo, Sumo.
Športna oblika rokoborbe je danes najbolj razširjen in javno znan vidik rokoborbe.

### Borilna rokoborba
Rokoborba je izvorno celostna veščina in že v osnovi daje znanja, uporabna tudi v določene borilne namene. Gre predvsem za prijeme in vzvode, ki omogočajo hitro onesposobitev in nadzor nasprotnika, nekateri pa imajo kot posledico pogosto lahko hujše poškodbe ali celo smrt. S preobrazbo v športne oblike rokoborbe, so mnoga takšna znanja postala drugotnega pomena, saj večje število le-teh tekmovalna pravila izključujejo in so se zato iz športnih oblik postopno porazgubila.
Tako danes rokoborbo v izvorni, celostni obliki najverjetneje gojijo le nekatere ljudske oblike rokoborbe po svetu. Pogosteje so se namreč borilna znanja oddelila od športnega dela in ostala kot nekakšen »skrivni« oz. »prepovedani« del športnih oblik, ki se je ločeno predajal naprednim učencem. Postala so tudi vir znanja iz katerega so črpali različni drugi borilni športi in veščine, tako stare in predvsem moderne dobe. Velik del teh znanj v angleščini zajema pojem »grappling« (a zajema tudi znanja, dovoljena v športnih tekmovanjih).
Danes najbolj znane borilne oblike rokoborbe, Judo, Sambo, brazilski ju jutsu oz. Gracie ju jutsu, ne predstavljajo celostne rokoborbe v izvornejši obliki, so njene le danes najbolj znane nadgradnje in izpeljanke.
Borilni vidik rokoborbe, s svojimi vzvodi, prijemi in meti, je tudi velik del danes zelo priljubljenih in medijsko izpostavljenih »mešanih borilnih veščin« in izpeljank (Shooto, moderni Pankration,...) .

### Gledališko - športna rokoborba
Ker rokoborba pogojuje dobro telesno pripravljenost in mnogo nenavadnih spretnosti, je bila skozi zgodovino vedno predmet občudovanja. Na večjih praznikih, sejmih, karnevalih in drugih prireditvah, so v preteklosti pogosto nastopali rokoborci, ki so prikazovali svoje veščine, pogosto pa je bila gledalcem ponujena tudi možnost izzvati rokoborca v zameno za nagrado ob zmagi. 
Smisel te oblike je v predstavi - zabavati občinstvo - in posledičnem zaslužku prireditelja ter udeležencev.
Priljubljenost rokoborbe kot zabavne predstave je skozi zgodovino nihala in vseskozi so prireditelji spreminjali in dopolnjevali obliko predstave, da bi še privabljala občinstvo. Tako je dolgotrajno in pristno borbo kmalu zamenjala krajša, dinamična borba z vnaprej izdelanim grobim scenarijem, kasneje pa tudi borba z gledališkimi vložki, akrobatskimi veščinami in nasploh ustvarjenjem popolne iluzije prave borbe z zgodbovnim ozadjem.
Največji razmah je ta oblika rokoborbe dosegla v ZDA v 20. stoletju kot t. i. poklicna rokoborba, ki je v nekoliko različnih oblikah zelo priljubljena tudi v Mehiki, na Japonskem, v Indiji, v manjši meri pa tudi v Evropi.
Športni vidik je pri tej obliki rokoborbe kljub vsej »lažnosti« precej ohranjen, saj morajo biti nastopajoči tehnično, predvsem pa fizično izredno sposobni, da lahko izvajajo in zdržijo vse elemente predstave dan za dnem.